# Teatro lírico español anterior al siglo XIX
Teatro lírico español anterior al siglo XIX ; documentos para la historia de la música española ist eine bedeutende Anthologie mit Werken aus der spanischen Opernmusik, aus Balletten und Schauspielmusiken vor dem 19. Jahrhundert. Sie wurde herausgegeben von Felipe Pedrell (1841–1922) und erschien in 5 Bänden (in 4) in Madrid und La Coruna 1897–98.

## Inhaltsübersicht
- I, Jacinto Valledor, Vida y muerte del General Malbru (vollständiger Kl.-A.)
- II, Teile aus Werken v. Pablo Esteve (El pretendiente, El luto de garrido, El desvalido, Los pasages del verano, La soldada, Los celos iguales, Los majos renidos, La malicia del terno), Guillermo Ferrer (El remedo delgato), Blas de Laserna (La vida cortesana, Los amantes chasqueados, La despreciada), Antonio Literes (Acis y Galatea)
- III, kleinere Stücke (aus Balletten, Schauspielmusiken) v. Anonymi, José Bassa, Manuel Correa, Sebastián Durón, M.Ferrer, Juan Hidalgo, José Marín; Juan de Navas; Carlos Patiño; Matheo Romero; Jerónimo Latorre
- IV-V, weitere Beispiele d. gleichen Art v. Anonymi, José Asturiano, Francisco Berxes, S. Duron, J. Hidalgo, J. Justo, A. Literes, Manuel Machado, J. Marin, M. Marti, Francisco Monjo, Francisco Navarro, J. Navas, C. Patino, J. Serqueira, Manuel de Villaflor